# Gänsbrunnen
Gänsbrunnen (franska: Saint-Joseph) är en ort i kommunen Welschenrohr-Gänsbrunnen i kantonen Solothurn, Schweiz. Orten var före den 1 januari 2021 en egen kommun, men slogs då samman med kommunen Welschenrohr till den nya kommunen Welschenrohr-Gänsbrunnen.